# Adiantum diaphanum
Adiantum diaphanum (helecho majestuoso) es una especie de helecho del género Adiantum.

## Descripción
Crece cerca de 2 dm de longitud, con fronda muy verde oscura, cubierta de barbas. Tiene un rizoma corto, cubierto de escamas de color marrón rojizo, con pequeñas raicillas, prominente, de color marrón.
Frondas de 10-35 cm de alto, o simplemente pinnadas el par basal más dividido, en última instancia con segmentos asimétricos; segmentos de 3-13 mm de largo, membranosos, de color verde oscuro.
Soro pequeño, globoso a reniforme, 3-8 por segmento.

## Distribución y hábitat
Es nativa del este de Asia, Australasia, sur de Japón, sur de Nueva Zelanda. 

## Taxonomía
Adiantum diaphanum fue descrita por Carl Ludwig von Blume y publicado en Enumeratio Plantarum Javae fasc. 2: 215. 1828.
Adiantum: nombre genérico que proviene del griego antiguo, que significa "no mojar", en referencia a las hojas, por su capacidad de arrojar el agua sin mojarse.
Sinonimia
- Adiantum affine Hook.
- Adiantum heteromorphum Colenso ex Field
- Adiantum setulosum J.Sm.[2]